# Saluzzo
Saluzzo är en stad och kommun i provinsen Cuneo i regionen Piemonte i nordvästra Italien. Kommunen hade 17 307 invånare (2019) och gränsar kommunerna Cardè, Lagnasco, Manta, Moretta, Pagno, Revello, Savigliano, Scarnafigi och Torre San Giorgio.
Den 1 januari 2019 uppgick den tidigare kommunen Castellar i Saluzzo.

## Historia
Saluzzo nämns för första gången 1028 som en fästning tillhörande Markisen av Turin. Staden blev så småningom ett kungadöme och 1142 blev staden ett säte för markiser över Saluzzo. Staden upplevde sin bästa tid under 1400-talet när markiserna Ludovico I (1416-1475) och Ludovico II (1436-1504) tog staden in i en gyllene tid med fred och ekonomisk expansion. 1511 blev staden ett biskopssäte av Påve Julius II vilket den än är idag. Staden höll sig stabil och markiserna hade makten över den fram till 1548 när Frankrike ockuperade staden och staden blev slutligen en del av Huset Savojen 1601 i Freden i Lyon.